# Dear Ella
Albums de Dee Dee Bridgewater
Love and Peace: A Tribute to Horace Silver
(1997) Live at Yoshi's
(1998)
Dear Ella est un album de Dee Dee Bridgewater sorti en 1997.

## L'album
Dear Ella sort en 1997, un an après le décès de la chanteuse de jazz américaine Ella Fitzgerald, le 15 juin 1996. C'est pour « célébrer la mémoire d'Ella » que Dee Dee Bridgewater interprète quelques chansons de son répertoire.

### Titres
| No  | Titre                                                         | Paroles                         | Musique                              | Durée |
| --- | ------------------------------------------------------------- | ------------------------------- | ------------------------------------ | ----- |
| 1.  | A-Tisket, A-Tasket                                            | Ella Fitzgerald                 | Van Alexander                        | 2:32  |
| 2.  | Mack the Knife                                                | Bertolt Brecht, Marc Blitzstein | Kurt Weill                           | 3:59  |
| 3.  | Undecided                                                     | Sid Robin, Charlie Shavers      | Sid Robin, Charlie Shavers           | 6:22  |
| 4.  | Midnight Sun (en)                                             | Johnny Mercer                   | Lionel Hampton, Sonny Burke          | 7:22  |
| 5.  | Let's Do It, Let's Fall in Love                               | Cole Porter                     | Cole Porter                          | 3:31  |
| 6.  | How High the Moon                                             | Nancy Lewis                     | Morgan Lewis                         | 5:05  |
| 7.  | (If You Can't Sing It) You'll Have to Swing It (Mr. Paganini) | Sam Coslow                      | Sam Coslow                           | 6:34  |
| 8.  | Cotton Tail (en)                                              | Duke Ellington                  | Duke Ellington                       | 2:58  |
| 9.  | My Heart Belongs to Daddy                                     | Cole Porter                     | Cole Porter                          | 5:05  |
| 10. | (I'd Like to Get You on a) Slow Boat to China                 | Frank Loesser                   | Frank Loesser                        | 2:57  |
| 11. | Oh, Lady Be Good! (en)                                        | George Gershwin, Ira Gershwin   | George Gershwin, Ira Gershwin        | 3:39  |
| 12. | Stairway to the Stars                                         | Mitchell Parish                 | Matty Malneck, Frank Signorelli (en) | 4:10  |
| 13. | Dear Ella                                                     | Kenny Burrell                   | Kenny Burrell                        | 4:56  |

### Musiciens
- Slide Hampton : trombone, arrangement, direction
- Antonio Hart : saxophone alto, soliste
- Jeff Clayton : saxophone alto
- Lou Levy : piano, arrangements
- Milt Jackson : vibraphone
- Kenny Burrell : guitare, arrangement
- Ray Brown : contrebasse
- Grady Tate : percussions
- André Ceccarelli : percussions[2]

## Classement
| Classement (1997)          | Meilleure position |
| -------------------------- | ------------------ |
| France (SNEP)              | 46                 |
| US Jazz Albums (Billboard) | 5                  |

## Distinctions
L'album Dear Ella reçoit le prix de la meilleure performance vocale de jazz lors des Grammy Awards en 1997.